# 1655
1655. је била проста година.

## Догађаји

### Март
- 25. март — Холандски астроном Кристијан Хајгенс је открио Титан, највећи Сатурнов сателит.

### Непознати датуми
- Максим Скопљанац изабран за архиепископа пећког и патријарха српског.